# Bimbo's Initiation
Cet article possède un paronyme, voir Bimbo (homonymie).
 (décembre 2015).
Si vous disposez d'ouvrages ou d'articles de référence ou si vous connaissez des sites web de qualité traitant du thème abordé ici, merci de compléter l'article en donnant les références utiles à sa vérifiabilité et en les liant à la section « Notes et références ».
Bimbo's Initiation est un dessin animé en noir et blanc sorti en 1931. Il a été créé par les studios Fleischer et met en scène Bimbo (en), le soupirant de Betty Boop.
C'est le dernier cartoon à avoir été animé par le créateur original du personnage, Grim Natwick. Son scénario particulièrement surréaliste et déjanté en a fait un film culte.

## Synopsis
Se promenant dans la rue le nez en l'air, Bimbo finit par dégringoler dans une bouche d'égout ouverte, qu'une souris, ressemblant étonnamment à la vedette d'un studio concurrent (mais ici vue comme un méchant) revient immédiatement fermer et cadenasser... Il s'agit bel et bien d'un piège !
Dégringolant toujours plus bas par une série de toboggans vertigineux, Bimbo atterrit finalement au milieu d'inquiétants  personnages, membres d'une secte pour le moins bizarre du nom de Koo-Koo-Ma-Hatcha: portant des robes blanches avec une cagoule noire et une sorte de fausse barbe, les sectateurs sont armés d'une matraque cloutée et portent une chandelle dégoulinante de cire sur la tête pour s'éclairer. Comme instrument de sa dignité de grand maître, le chef de la secte tient à la main... une ventouse à déboucher les cabinets.
Tous en chœur, les membres de la secte lui répètent à tue-tête un refrain : « Wannabee a member ? Wannabee a member ? », qui se traduit en français par : « Veux-tu adhérer ? Veux-tu adhérer ? » pour le forcer à rentrer dans leur groupe.
Bimbo refuse obstinément et, de refus en refus, se retrouve précipité toujours plus bas dans diverses chambres des horreurs et autres lieux de torture toujours plus sinistres d'où il s'échappe d'extrême justesse. Il finit par accepter lorsque le grand maître de la secte enlève sa cagoule et révèle qu'il n'est autre que Betty Boop en personne, qui entame pour lui une danse toute en déhanchements suggestifs, sur quoi tous les autres spectateurs se démasquent à leur tour... révélant qu'ils sont tous des clones de Betty Boop.
Bimbo se joint alors au groupe dans une danse endiablée sur un air de jazz, au cours de laquelle lui et sa partenaire se distribuent généreusement d'amicales claques sur les fesses.
Ce dessin animé est, bien entendu, sorti à une date nettement antérieure à la mise en place du code de censure d'Hollywood, dit Code Hays.

## Prix et nominations
Un jury de professionnels de l'animation réuni autour de l'historien de l'animation Jerry Beck (en) a classé ce film au 37e rang parmi la liste des « 50 meilleurs dessins animés de tous les temps ».
Jim Jarmusch est parmi les chauds partisans et a tenu à l'incorporer dans les festivals de courts-métrages qu'il patronne.